# Joseph Jacob Bollinger

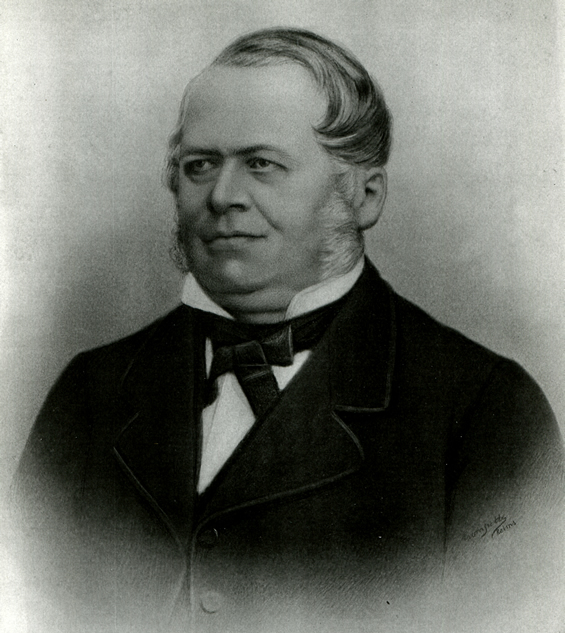

Joseph Jacob Bollinger (* 5. Oktober 1803 in Ellwangen (Jagst); † 25. Dezember 1884 in Ay) war ein deutscher Champagnerproduzent und Gründer des Champagnerhauses Bollinger.
Joseph Jacob Bollinger wurde als Sohn eines Juristen geboren. Nach seinen Lehrjahren als Handelsvertreter des Champagnerhauses Müller-Ruinart gründete er zusammen mit dem Admiral Comte de Villermont und Paul Renaudin im Jahre 1829 in der französischen Stadt Ay das Champagnerhaus Renaudin-Bollinger. Renaudin starb ohne Erben, aber sein Name verblieb bis zum Ende der 1960er auf dem Etikett – heute heißt der Champagner schlicht Bollinger. Joseph-Jacques Bollinger – wie er sich in Frankreich nannte – starb 1884 und übertrug die Firma an seinen Sohn.
Heute besitzt das Champagnerhaus Bollinger ca. 160 Hektar Anbaufläche.